# Список рыб и круглоротых, занесённых в Красную книгу России
Рыбы и круглоротые, занесённые в Красную книгу России, — список из видов и подвидов лучепёрых рыб и миног, включённых в издание Красной книги России (2001).

## История
Вопрос об охране редких животных в общегосударственном масштабе в СССР стал подниматься лишь в 1970-х годах. В 1978 году было подготовлено издание Красной книги СССР. Издание «Красной книги РСФСР: Животные» было учреждено Советом Министров РСФСР и выпущено в 1983 году. В него было включено 68 видов и подвидов млекопитающих, 107 видов птиц, 11 видов пресмыкающихся, 4 вида земноводных, 9 видов рыб, 15 видов моллюсков и 34 вида насекомых. В 2001 году вышло издание Красной книги России: Животные, основанное на федеральных законах «Об охране окружающей природной среды» (1991) и «О животном мире» (1995). В него было внесено 39 видов костных рыб и 3 вида миног.

## Список видов
Систематика классов, отрядов и семейств приведена по Nelson, 2006. Названия видов приводятся в алфавитном порядке.
Категории охранного статуса видов в «Красной книги России»:
0 — Вероятно исчезнувшие. Таксоны, известные ранее с территории (или акватории) России, нахождение которых в природе не подтверждено в последние 50 лет (для беспозвоночных — в последние 100 лет), но возможность их сохранения нельзя исключить.
1 — Находящиеся под угрозой исчезновения. Таксоны, численность особей которых уменьшилась до критического уровня или число их местонахождений настолько сократилось, что в ближайшее время они могут исчезнуть.
2 — Сокращающиеся в численности и/или распространении. Таксоны с неуклонно сокращающейся численностью, которые при дальнейшем воздействии факторов, снижающих численность, могут в короткие сроки попасть в категорию находящихся под угрозой исчезновения:
3 — Редкие. Таксоны с естественной невысокой численностью, встречающиеся на ограниченной территории (или акватории) или спорадически распространенные на значительных территориях (или акваториях), для выживания которых необходимо принятие специальных мер охраны:
4 — Неопределенные по статусу. Таксоны, которые, вероятно, относятся к одной из предыдущих категорий, но достаточных сведений об их состоянии в природе в настоящее время нет, либо они не в полной мере соответствуют критериям других категорий, но нуждаются в специальных мерах охраны.
5 — Восстанавливаемые и восстанавливающиеся. Таксоны, численность и область распространения которых под воздействием естественных причин или в результате принятых мер охраны начали восстанавливаться и приближаются к состоянию, когда не будут нуждаться в специальных мерах по сохранению и восстановлению.
Обозначения охранного статуса МСОП:
- — виды на грани исчезновения (в критическом состоянии)
- — виды под угрозой исчезновения
- — уязвимые виды
- — виды, близкие к уязвимому положению
- — виды под наименьшей угрозой
- — виды, исчезнувшие в дикой природе
- — виды, для оценки угрозы которым не хватает данных
- — виды не представленные в Международной Красной книге

| Иллюстрация                               | Русское и латинское название, автор таксона                                       | Ареал на территории России. Численность и лимитирующие факторы | Охранный статус в Красной книге России | Статус МСОП                                      | Прим.  |
| ----------------------------------------- | --------------------------------------------------------------------------------- | --- | -------------------------------------- | ------------------------------------------------ | ------ |
| Класс Лучепёрые рыбы (Actinopterygii)     |                                                                                   | |                                        |                                                  |        |
| Отряд Осетрообразные (Acipenseriformes)   |                                                                                   | |                                        |                                                  |        |
| Семейство Осетровые (Acipenseridae)       |                                                                                   | |                                        |                                                  |        |
|                                           | Амурский осётр Acipenser schrenckii Brandt, 1869                                  | Распространён в бассейне Амура (включая лиман), встречается в Аргуни и Шилке. Донная пресноводная рыба. Численность не превышает 2 тысяч особей и сокращается. Лимитирующие факторы: неконтролируемый вылов китайскими рыбаками в пограничных водах Амура, местный браконьерский промысел, загрязнение речных вод промышленными и сельскохозяйственными стоками, добыча гравия в местах нереста вида. | 1                                      | Вид на грани исчезновения                        | [ 2 ]  |
|                                           | Атлантический осётр Acipenser sturio Linnaeus, 1758                               | Вид вероятно исчез в России, но не исключены заходы рыб с сопредельных акваторий в Балтийском и Чёрном морях и встречи в Ладожском озере. В Балтийском и Чёрном море крупные экземпляры вылавливались единично. Лимитирующие факторы: интенсивный промысел, гидростроительство на нерестовых реках и загрязнение морских акваторий и внутренних водоёмов. | 0                                      | Вид на грани исчезновения                        | [ 3 ]  |
|                                           | Белуга Huso huso (Linnaeus, 1758)                                                 | Подвид maeoticus Sal'nikov & Malyatskii, 1934. Глобально обитает в реках бассейна Азовского моря. Проходная придонно-пелагическая рыба, которая постоянно живёт в море, а на нерест заходит в реки. Основной нерестовой рекой был Дон, по которому рыба доходила почти до его верховьев. В Кубань вид заходил значительно меньше. Данные о современной численности отсутствуют. Взрослые особи встречаются единично, около 98 % популяции составляет молодь. Лимитирующие факторы: утрата естественных нерестилищ в результате гидростроительства, малая численность популяции, чрезмерный вылов. | 1                                      | Вид на грани исчезновения                        | [ 4 ]  |
|                                           | Калуга Huso dauricus Georgi, 1775                                                 | Распространён в бассейне Амура (включая лиман), встречается в Аргуни и Шилке, в Сунгари и Уссури исчезла. Известны единичные находки молодых мигрирующих особей в прибрежных водах Охотского моря. Численность не превышает 2 тысяч особей и неуклонно сокращается. Лимитирующие факторы: интенсивный вылов китайскими рыбаками в пограничных водах Амура, а также местный браконьерский промысел, загрязнение воды промышленными и сельскохозяйственными стоками, добыча гравия в местах нереста вида. | 1                                      | Вид на грани исчезновения                        | [ 5 ]  |
|                                           | Сахалинский осётр Acipenser mikadoi Hilgendorf, 1892                              | Обитает в водах Японского и Охотского морей и Татарского пролива. Когда-то он нерестился в некоторых реках Хабаровского края, Сахалина, Приморья. Однако безжалостный промысел привёл к концу XX века почти к полному его уничтожению. Сегодня единственное достоверное место нереста сахалинского осетра — река Тумнин в Хабаровском крае. Численность не более 1—1,5 тысяч особей. Резкое сокращение численности отмечено в 1960—70-е годах вследствие интенсивного хозяйственного освоения побережья Татарского пролива. Лимитирующие факторы: интенсивный промысел, браконьерский вылов, загрязнение нерестовых рек нефтепродуктами и при добычи ценных металлов, последствия заготовки леса и лесосплава, вылов молоди при промысле лососёвых в местах обитания вида. | 1                                      | Вид на грани исчезновения                        | [ 6 ]  |
|                                           | Сибирский осётр Acipenser baerii Brandt, 1869                                     | На территории России обитает два подвида — номинативный западно-сибирский подвид Acipenser baerii baerii и байкальский подвид Acipenser baerii baicalensis Nikolski, 1896. Ареал вида охватывает территорию Сибири (бассейны рек от Оби до Колымы включительно). Область распространения номинативного западно-сибирского подвида ограничена Обь-Иртышским бассейном (Ямало-Ненецкий автономный округ, Ханты-Мансийский автономный округ, Тюменская, Свердловская, Курганская, Томская, Омская, Новосибирская, Кемеровская области, Алтайский край, Республика Алтай), в Телецком озере. Байкальский подвид обитает в озере Байкал и впадающих в него крупные реках Селенга, Баргузин, Верхняя Ангара. В Верхней Ангаре, возможно, вымер. В Селенгу в конце 1980-х годов ежегодно заходило на нерест в среднем около 100 производителей. Ранее номинативный подвид имел наибольшую по сравнению с другими подвидами численность. С 1968 года происходит быстрое и неуклонное сокращение численности подвида, которое обусловлено чрезмерным промыслом, многократным сокращением естественного воспроизводства, вызванного гидростроительством (Новосибирская ГЭС и каскад водохранилищ на Иртыше). Лимитирующие факторы байкальского подвида: загрязнение рек промышленными стоками и отходами лесосплава, браконьерский вылов, большой вылов ставными неводами при промысле байкальского омуля. | 2                                      | Вымирающий вид                                   | [ 7 ]  |
|                                           | Стерлядь Acipenser ruthenus Linnaeus, 1758                                        | Обитает в реках бассейна Чёрного, Азовского и Каспийского морей, в бассейне рек Северная Двина, Обь, Енисей и Пясина, проник в бассейн Ладожского и Онежского озёр. Типично пресноводная рыба. Немногочисленный вид. Лимитирующие факторы: загрязнение рек промышленными, сельскохозяйственными и бытовыми стоками, браконьерский вылов, глушение рыбы взрывчатыми веществами, обмеления рек. | 1                                      | Уязвимый вид                                     | [ 8 ]  |
|                                           | Шип Acipenser nudiventris Lovetzky, 1828                                          | Распространён в бассейнах Каспийского, Аральского, Чёрного и Азовского морей. В России в бассейне Азовского моря заходил в реки Дон и Кубань, а в акватории Чёрного моря встречался вдоль побережья Краснодарского края, в бассейне Каспийского моря поднимался в реки Урал, Волга и Терек. В настоящее время в Азовском море вид полностью исчез, а вдоль черноморского побережья Краснодарского края практически не встречается. Численность низкая на всём ареале. Лимитирующие факторы: браконьерский вылов, нерациональный промысел, невысокая естественная численность. | 1                                      | Вид на грани исчезновения                        | [ 9 ]  |
| Отряд Сельдеобразные (Clupeiformes)       |                                                                                   | |                                        |                                                  |        |
| Семейство Сельдевые (Clupeidae)           |                                                                                   | |                                        |                                                  |        |
|                                           | Абрауская тюлька Alosa fallax Lacépède, 1803                                      | Эндемик пресноводного замкнутого озера Абрау (Краснодарский край), расположенного недалеко от Новороссийска. Пелагический вид, держащийся в открытой части озера. До конца 1950-х годов вид считался массовым. Был многочисленной до середины 1990-х годов. После вселения в озеро 18 ненативных видов, включая судака, и снижения уровня водоёма из-за забора воды, численность резко снизилась. В ходе экспедиции в 2006 году в озере отмечено всего несколько особей. | 4                                      | Вид на грани исчезновения                        | [ 11 ] |
|                                           | Волжская сельдь Alosa volgensis Berg, 1913                                        | В одних источниках рассматривается как подвид Alosa kessleri и носит название Alosa kessleri volgensis, в других — как самостоятельный вид Alosa volgensis. Населяет бассейн Каспийского моря, а для нереста заходит в Волгу (до плотины Волгоградской ГЭС) и Терек (единичными экземплярами). Проходная рыба. До зарегулирования стока Волги был одним из важнейших видов промысловых рыб. Сейчас численность резко сократилась из-за строительства плотин и нарушения нерестовых миграций, изменения нерестилищ, загрязнения речных вод на высоте около 70 м н.у.м. | 2                                      | Вымирающий вид                                   | [ 13 ] |
|                                           | Финта атлантическая Alosa fallax Lacépède, 1803                                   | В России встречалась в Балтийском море в Финском заливе и у берегов Калининградской области. Проходная рыба. Современная численность не определялась. Резкое снижение численности отмечено сравнительно недавно. Его основной причиной, вероятно, явилось загрязнение вод. | 4                                      | Вид вне опасности                                | [ 14 ] |
| Отряд Лососеобразные (Salmoniformes)      |                                                                                   | |                                        |                                                  |        |
| Семейство Лососёвые (Salmonidae)          |                                                                                   | |                                        |                                                  |        |
|                                           | Арктический голец Salvelinus alpinus (Linnaeus, 1758)                             | Населяет горные озёра северного Забайкалья, относящиеся к бассейну Байкала и Лены (Читинская и Иркутская области, республика Бурятия и Саха). Область распространения в Забайкалье, где голец постоянно обитает только в холодноводных олиготрофных озёрах, изолирована от остальной части глобального ареала вида. В бассейне Байкала обитает в озере Фролиха и озёрах в верховьях реки Тала (приток Светлой); в бассейне Лены: бассейн реки Чаи, озеро Номама и безымянные озёра в верховьях рек Огиендо, Кудушкит, Олокит; в бассейне Витима — озеро Орон, два озёрах в верховьях ключа Огородного, безымянные озёрах в верховьях рек Даватчанда и Нерпинка, озёра Ирбо, Падоринское, Догалдынские, Соли, Амудиса, Олонгро (Сигнайское), Леприндокан, Большой Намаракит, Джело, Даватчан и некоторых других; в бассейне Олекмы — озёра Большое и Малое Леприндо, Гольцовое, Даватчан, Кирялта, Токко, Усу, безымянных озёрах вблизи озера Ничатка (в самой Ничатке не встречается), в междуречье рек Большая и Малая Тора, в верховьях Олондо (приток Хани). Абсолютная численность озёрных популяций невелика, но в единичных — довольно высока. В крупных озёрах вид никогда не характеризовался высокой численности из-за конкуренции с другими видами. В некоторых небольших озёрах Забайкалья вид полностью вымер, а в ряде других — встречается единично. Резкое снижение численности вида было отмечено во время строительства Байкало-Амурской железнодорожной магистрали в результате неконтролируемого вылова местным населением и строителями. | 2                                      | Вид вне опасности                                | [ 15 ] |
|                                           | Атлантический лосось Salmo salar Linnaeus, 1758                                   | Озёрная форма в России обитает в озёрах Кольского полуострова и Карелии: Имандра, системе озёр Куйто (Верхнее, Среднее и Нижнее), Нюк, Каменное, Выгозеро, Сегозеро, Сандал, Янисъярви, Онежское и Ладожское. Численность повсеместно стала сокращаться с XIX века. Лимитирующие факторы: промысел, нарушение водного режима рек и нерестовых угодий в результате гидростроительства, лесосплава, загрязнение водоёмов. | 2                                      | Вид вне опасности                                | [ 16 ] |
|                                           | Баунтовский сиг Coregonus lavaretus baunti Muchomedijarov, 1948                   | Подвид обыкновенного сига. Населяет озёра Доронг, Баунт, Большое Капылюши (бывшее Орон) и Малое Капылюши, системы Ципо-Ципиканских (Баунтовских) озёр на северо-востоке Забайкалья. Обитает в открытых частях озёр. Данные о современной численности отсутствуют. Лимитирующие факторы: чрезмерный промысел рыбы в прошлом, неучитываемый вылов местным населением. | 3                                      | Уязвимый вид                                     | [ 17 ] |
|                                           | Белорыбица Stenodus leucichthys leucichthys (Güldenstädt, 1772)                   | Эндемик Каспийского моря. В нём вдоль западного берега встречалась до Махачкалы, вдоль восточного — до Мангышлака. В открытом море встречается во всех его частях, вплоть до южной части. Из моря заходит на нерест в Волгу, в небольших количествах в Урал и единичными особями в Терек. В прошлом вид был широко распространён в бассейне Волги, основные места нереста находились в бассейне Камы (река Уфа); в настоящее время выше Волгоградской плотины не поднимается. Проходная рыба. В Урале вид очень малочисленный, в благоприятные годы заходит не более 200—300 производителей. Лимитирующие факторы: ухудшение общей экологической обстановки, интенсивный вылов, загрязнение водоёмов промышленными и сельскохозяйственными отходами. | 1                                      | Вид, исчезнувший в дикой природе                 | [ 18 ] |
|                                           | Волховский сиг Coregonus lavaretus baeri Kessler, 1864                            | Подвид обыкновенного сига. Населяет южную часть Ладожского озера, вблизи устьев рек Волхова и Свири. В прошлом вид заходил во многие притоки побережья Ладоги (Сясь, Паша, Свирь); по Волхову, до постройки плотины в 1926 году, поднимался до озера Ильмень и заходил в его притоки Мсту, Ловать, Пола, Шелонь. По Мсте, где находились лучшие места для его нереста, поднимался до озера Мстина. В последние годы рыбы попадаются лишь в нижней части Волхова. После реконструкции в 1976 году рыбохода в плотине Волховской ГЭС отдельные особи, вероятно, поднимаются выше по течению. До постройки свирской плотины поднимался по Свири до её верхних участков. После строительства Волховской ГЭС численность стала резко падать. С 1968 года отмечалось некоторое возрастание численности в результате искусственного разведения. В настоящее время популяция поддерживается искусственным разведением на Волховском рыбзаводе и частично за счет естественного нереста. Лимитирующие факторы: постройка плотин на Волхове и Свири, браконьерский вылов рыбы, уменьшение количества нерестилищ, загрязнение и изменение качества воды, чрезмерный промысел в прошлом, ухудшение общей экологической ситуации. | 2                                      | Уязвимый вид                                     | [ 19 ] |
|                                           | Длиннопёрая палия Световидова Salvethymus svetovidovi Chereshnev et Skopets, 1990 | Эндемик России. Обитает только в древнем (около 3-5 млн лет) озере Эльгыгытгын (Чукотский автономный округ), за его пределами вид неизвестен. Обитает у дна, в диапазоне глубин от 50 до 105 м. Придонный планктофаг. Численность относительно высокая. Во время периода нереста максимальный улов на одну сеть длиною 50 м составлял около 200 особей. | 3                                      | Уязвимый вид                                     | [ 20 ] |
|                                           | Европейский хариус Thymallus thymallus (Linnaeus, 1758)                           | Встречается в бассейнах рек, впадающих в Балтийское, Баренцево, Белое и Карское моря, бассейне верхней и средней Волги (включая Каму) и бассейне реки Урал. В бассейне Оки вымер. В бассейне Урала сохранился только на территории России в нескольких правобережных притоках (Большой Юшатырь, Большой Ик и Сакмара). В бассейне верхней Волги встречается в Московской, Тверской, Ярославской, Костромской, Вологодской и, вероятно, Ивановской областей; в Нижегородской области вымер. Вид предпочитает водоёмы с чистой и холодной водой — чаще встречается в реках и ручьях, реже — в озёрах. Сокращение численности популяций в России отмечено ещё в XIX веке. Основные лимитирующие факторы — чрезмерный и интенсивный вылов местным населением, загрязнение рек и ручьёв. | 2                                      | Вид вне опасности                                | [ 21 ] |
|                                           | Карликовый валёк Prosopium coulteri (C. H. Eigenmann & R. S. Eigenmann, 1892)     | В России впервые обнаружен в 1989 году обитает на Чукотском полуострове в бассейне Амгуэмы, в озёрах Экитыки, Безымянное, Гольцовое, Равкэргыгытгын. Данных о современной численности нет. Возможный лимитирующий фактор — хищничество гольца. | 3                                      | Вид не представлен в Международной Красной книге | [ 22 ] |
|                                           | Кумжа Salmo trutta Linnaeus, 1758                                                 | Ручьевая форель — morpha fario — бассейнов рек Волга и Урал. Предпочитает ручьи и небольшие речки с быстрым течением, холодной водой, песчаным или галечным дном. В России распространен в бассейне Баренцева (включая Белое), Балтийского, Чёрного и Каспийского морей. В бассейне Волги обитает форель, относящаяся к двум подвидам: беломорско-балтийскому (S. t. trutta) и каспийскому (S. t. caspius). В бассейне верхней Волги (в пределах Тверской области) обитает форель балтийского и, возможно, каспийского подвидов, в бассейне. Волги ниже Казани — каспийский подвид. В бассейне Урапа обитает каспийский подвид. Численность всегда была невысокой. В настоящее время она повсеместно резко сократилась, в ряде мест форель исчезла. Лимитирующие факторы: специфичность местообитаний, высокая чувствительность к загрязнению вод, интенсивный вылов и загрязнение местообитаний. | 4                                      | Вид вне опасности                                | [ 23 ] |
|                                           | Кумжа (беломорско-балтийский подвид) Salmo trutta trutta Linnaeus, 1758           | Номинативный подвид. Проходная форма встречается в бассейне Балтийского моря, в водах Финского залива, прилегающих к Ленинградской области, и в акватории Калининградской области. На нерест заходит в реки побережья указанных областей. Озерная форма обитает в бассейне Ладожского, Онежского и в некоторых озёрах на территории Карелии. Ручьевая форма обитает в ручьях и небольшие реках на территории Карелии, Ленинградской, Псковской, Новгородской, Вологодской, Тверской и Калининградской областей. Численность всех форм подвида постоянно сокращается, в некоторых водоёмах он исчез. Лимитирующие факторы: браконьерство, чрезмерный вылов, строительство гидроэлектростанций, сокращение площадей озёр, загрязнение водоёмов. | 2                                      | Вид вне опасности                                | [ 24 ] |
|                                           | Кумжа каспийская Salmo trutta caspius (Kessler, 1877)                             | Каспийский подвид. Известен как самая крупная проходная форма из всех подвидов кумжи. На территории России входит в реки Терек, Самур и крайне редко в Волгу и Урал. Резкое сокращение численности связано с нарушением условий естественного воспроизводства в результате гидростроительства, чрезмерного промысла, браконьерства и загрязнения водоёмов. | 1                                      | Вид вне опасности                                | [ 25 ] |
|                                           | Кумжа черноморская Salmo trutta labrax Pallas, 1814                               | Черноморский подвид (проходная форма). На территории России обитает в районах Чёрного моря, прилегающих к побережью Краснодарского края. Подвид заходит на нерест в отдельные реки, впадающие в Чёрное море. В бассейне Азовского моря практически не встречается. Всегда была немногочисленной, но ценной промысловой рыбой. Повсеместно редкий подвид. Резкое сокращение численности связано с нерегулируемым промыслом, браконьерством, гидростроительством и загрязнения водоёмов. | 1                                      | Вид вне опасности                                | [ 26 ] |
|                                           | Ленок Brachymystax lenok (Pallas, 1773)                                           | Широко распространён в реках Сибири и Дальнего Востока. Пресноводная рыба, обитающая в чистых горных и предгорных рек с быстрым течением, а также в озёрах. В бассейне Оби численность всегда была ограниченная по сравнению с бассейнами других сибирских рек. В первой половине XX в. вид был обычен в Бии и Телецом озере. В 1960-е годах произошло резкое сокращение численности в озере, в настоящее время вид почти везде стал редок, а в некоторых местах обитания вовсе исчез. Лимитирующие факторы: хозяйственное освоением региона, загрязнение водоёмов промышленными и сельскохозяйственными отходами, уничтожением пригодных для ленка биотопов, обмеление рек, браконьерский лов. | 1                                      | Вид не представлен в Международной Красной книге | [ 27 ] |
|                                           | Малоротая палия Salvelinus elgyticus Viktorovsky & Glubokovksy, 1981              | Эндемик России. Обитает только в древнем (около 3-5 млн лет) озере Эльгыгытгын (Чукотский автономный округ), за его пределами вид неизвестен. Обитает на глубинах от 40—80 м и до прибрежной отмели. Численность относительно высокая. Во время периода нереста максимальный улов на одну сеть длиною 50 м составлял около 200 особей. Причины изменения численности имеют только естественный характер. Промысел и загрязнение вод озера отсутствуют. | 3                                      | Вид не представлен в Международной Красной книге | [ 28 ] |
|                                           | Микижа Parasalmo mykiss (Walbaum, 1792)                                           | Проходная форма. В России вид встречается в реках Западной Камчатки от Пенжины до реки Большой. Наиболее многочисленна в реках Снатолвеем, Морошечная, Сопочная, Брюмка, Квачина, Утхолок, Белоголовая, Воровская. Изредка встречается на восточном побережье Камчатки в озере Столбовое. Единично встречается на материковом побережье Охотского моря в реке Лонковая около Олы и в Амурском лимане. В реках Западной Камчатки вид более многочисленный, на юге численность в последнее время резко снизилась. Лимитирующие факторы: браконьерство; ограниченные площади, пригодные для нереста; сокращенные кормовых ресурсов, большое количество близкородственных скрещиваний, пищевая конкуренция с другими видами рыб. | 3                                      | Вид не представлен в Международной Красной книге | [ 29 ] |
|                                           | Нельма Stenodus leucichthys nelma Pallas, 1773                                    | Разными исследователями таксон трактуется либо как самостоятельный вид, либо как подвид белорыбицы. В качестве последнего он включён в Красную книгу России. Нельма населяет реки Северного Ледовитого океана от Белого моря до Анадыря. В Европейской части страны ранее встречалась в реках Поной, Кемь, Онега (озеро Воже и Лача). Обитает в Северной Двине (до верховьев), Мезень, Печоре и её притоках. Полупроходная рыба. В некоторых озёрах, водохранилищах (Новосибирское) и, возможно, в реках (Бия, Катунь, Тура, Индигирка) образует жилые формы. Численность резко снижается во всех местах обитания. Исчезла из Кеми, стала очень редкой в Поной, озёрах Воже и Лача. Лимитирующие факторы: интенсивный вылов (любительский и браконьерский), и ухудшение экологической ситуации, загрязнение водоёмов промышленными и сельскохозяйственными отходами, молевый сплав леса, изменение уровневого режима водоёмов. | 1                                      | Вид не представлен в Международной Красной книге | [ 30 ] |
|                                           | Переславская ряпушка Coregonus albula f. pereslavicus Muchomedijarov, 1948        | Форма европейской ряпушки (Linnaeus, 1758). Выделение в самостоятельный подвид не подтверждено последними исследованиям. Переславская ряпушка обитает только в Плещеевом озере (ранее Переславское) площадь 50 км2, расположенном у Переславля-Залесского в Ярославской области, которое через Вексу и Большую Нерль соединяется с Волгой. Холодолюбивая рыба. Основная причина резкого сокращения численности в XX веке — изменение экологической ситуации, связанное с воздействием антропогенных факторов, снижение проточности озёра, увеличением рекреационной нагрузки на водоём. | 2                                      | Вид вне опасности                                | [ 31 ] |
|                                           | Сахалинский таймень Parahucho perryi (Brevoort, 1856)                             | Обитает в реках и прилегающих к ним морских районах Хабаровского и Приморского краев, острова Сахалин. Проходной вид. Изначально немногочисленный вид. В настоящее время численность вида повсеместно сокращается и в ряде рек на юге Сахалина он практически не встречается. Лимитирующие факторы: чрезмерный вылов (промысловый, браконьерский, любительский), позднее наступление половозрелости у рыб и не ежегодный нерест. | 2                                      | Вид на грани исчезновения                        | [ 32 ] |
|                                           | Таймень Hucho taimen (Pallas, 1773)                                               | Обитает в пресной воде — реках и проточных холодноводных озёрах, никогда не выходит в море. Встречается в России на обширной территории: от Предуралья (бассейны рек Печоры и Камы) до восточных окраин Якутии и юга Дальнего Востока (реки Яна, Алдан, Уда, Тугур, в Амуре с его притоками Гур, Катэн, Кафэн, Сукпай, Кур, Тунгуска, Анюй, Хор), водится в Хакасии в реке Абакан. Таймень любит быстрое течение. Встречается также в истоке реки Бия (Телецкое озеро, Республика Алтай), и реке Катунь. Распространён в сибирских реках Енисей, Ангаре, Малой и Большой Белой, Чикое, Белой, Оноте, Урике, Оке, но уже в ограниченном количестве. В Забайкалье сохранился в реках Ононе, Витиме, но на территории Монголии в этой реке рыбы намного больше. В республике Бурятия — в реке Уде. Есть в реке Турке, Максимихе, Баргузине. В Приморском крае распространён в реках, впадающих в Японское море — Аввакумовке, Милоградовке, Маргаритовке, также в озере Ханка. Современная численность не определялась. Практически вымер во всех водоемах бассейна Камы, за исключением Вишеры, Колвы, Чусовой и Белой. В бассейне Печоры находится на грани исчезновения. Лимитирующие факторы: браконьерство, зарегулирование стока рек, загрязнение речных вод промышленными, сельскохозяйственными и бытовыми стоками. | 1                                      | Уязвимый вид                                     | [ 33 ] |
|                                           | Эйзенамская форель Salmo trutta ezenami Berg, 1948                                | Подвид кумжи. Узкоареальный эндемик высокогорного озера Эйзенам (Кезеной-Ам), расположенного на высоте 1870 метров над уровнем моря на западных склонах Андийского хребта (Северный Кавказ) на границе между Дагестаном и Чечнёй. В отличие от большинства озёрных форелей, нерестится в самом озере, на местах выхода родниковых вод. Численность всегда была невысокой. До конца 1960-х годов численность была относительно стабильной. В начале 1970-х года в озеро интродуцировали голавля, который, размножившись, стал поедать молодь форели. Также озеро активно осваивается человеком, что оказывает негативное влияние на численность, которая постоянно сокращается. | 2                                      | Вид на грани исчезновения                        | [ 34 ] |
| Отряд Карпообразные (Cypriniformes)       |                                                                                   | |                                        |                                                  |        |
| Семейство Карповые (Cyprinidae)           |                                                                                   | |                                        |                                                  |        |
|                                           | Вырезуб Rutilus frisii frisii Nordmann, 1840                                      | Ранее номинативный подвид был широко распространён, заходил на нерест во многие реки по всему побережью Чёрного и Азовского морей. В настоящее время, вероятно, исчез на большей части своего ареала. Достоверно обитает в бассейне Дона (Цимлянском водохранилище и выше), в бассейне верхнего Днепра в пределах Смоленской области и, возможно, в реке Десне в пределах Брянской области. Отмечен в нижнем течении Кубани и Ахтарско-Гривинских лиманах. Полупроходная рыба, образующая также жилую форму. Численность полупроходной формы в прошлом была относительно высокой, но после зарегулирования рек стала резко сокращаться и в настоящее время форма практически исчезла. Численность жилой формы всегда была незначительной. Основная причина резкого снижения численности — зарегулирование нерестовых рек плотинами. В период нереста вид очень уязвим для браконьеров. | 4                                      | Вид вне опасности                                | [ 35 ] |
|                                           | Днепровский усач Barbus borysthenicus Dybowski, 1862                              | Вид распространён в Днепре в пределах Смоленской области и его крупных притоках Десне и Неруссе на территории Брянской области. Пресноводная реофильная рыба. Предпочитает участки равнинных рек с быстрым течением, каменистым, крупнопесчаным, реже глинистым дном. Ведет придонный образ жизни. После зарегулирования рек появилась тенденция к сокращения численности. В настоящее время вид всюду малочислен. Лимитирующие факторы: изменение биотопов в результате нарушения гидрологического, химического, биологического режимов, вызванного антропогенный воздействием; загрязнение водоёмов; чрезмерный вылов. | 1                                      | Вид не представлен в Международной Красной книге | [ 36 ] |
|                                           | Желтощёк Elopichthys bambusa Richardson, 1845                                     | Распространён от бассейна Амура до Южного Китая в реках Сунгари и Уссури, озере Ханка. Пресноводная пелагическая рыба. Живёт в равнинном течении рек. Численность значительно сократилась к концу 1950-х годов в результате нерационального лова. Наблюдаемое резкое и продолжающееся сокращение численности вызвано интенсивным выловом рыбы на основных местах нереста в Китае, низкой эффективностью воспроизводства вида. | 1                                      | Вид с неопределённым статусом                    | [ 37 ] |
| Фотография мелкочешуйного желтопёра       | Мелкочешуйный желтопёр Plagiognathops microlepis (Bleeker, 1871)                  | Распространён в бассейне Амура; обитает в реке Уссури и озере Ханка. Населяет русла равнинных рек и большие озёра. Населяет крупные озёра, где предпочитает прибрежную зарастающую зону, русла равнинных рек и их протоки. Численность крайне низкая. Причина низкой численности: суровые климатические условия и чрезмерный вылов | 1                                      | Вид вне опасности                                | [ 38 ] |
|                                           | Русская быстрянка Alburnoides rossicus Berg, 1924                                 | В Красную книгу России таксон внесён в качестве подвида быстрянки Alburnoides bipunctatus (Bloch, 1782). Встречается в бассейне Днепра на территориях Смоленской, Брянской (Снов) и Курской (Сейм) областей; в бассейне Дона в Воронежской области и в реке Хопер; в бассейне Волги в рек Москва, Кама, Вятка, Протва, некоторых притоках Камы. Пресноводная, преимущественно речная рыба, предпочитающая относительно крупные реки. Точные данные о численности отсутствуют. Сокращение численности происходит из-за исчезновения биотопов в результате гидростроительства, загрязнения и возрастающей эвтрофикацией водоёмов. | 2                                      | Вид вне опасности                                | [ 39 ] |
|                                           | Чёрный амур Mylopharyngodon piceus (Richardson, 1846)                             | Распространён в Амуре, от Сунгари до лимана, в Уссури и озере Ханка. Численность в России повсеместно крайне низкая и продолжает неуклонно сокращаться. Основные причины сокращения численности — интенсивный вылов на территории Китая, браконьерский лов в российских водах и неблагоприятные условия воспроизводства из-за снижения водности Амура. | 1                                      | Вид с неопределённым статусом                    | [ 40 ] |
|                                           | Чёрный амурский лещ Megalobrama terminalis (Richardson, 1846)                     | Распространён в бассейне Амура на участке от Благовещенска до Болони, отмечен вниз по течению до Ново-Ильиновки и вверх — несколько выше Благовещенска; обитает в реке Уссури и озере Ханка. Населяет русла равнинных рек и большие озёра. Точные данные о современной численности отсутствуют. Встречается редко. Сокращение численности вызвано интенсивным выловом на основных местах нереста на территории Китая и неблагоприятные условия воспроизводства из-за снижения водности Амура. | 1                                      | Вид с неопределённым статусом                    | [ 41 ] |
| Семейство Вьюновые (Cobitidae)            |                                                                                   | |                                        |                                                  |        |
|                                           | Предкавказская щиповка Sabanejewia caucasica (Berg, 1906)                         | Редкий, слабоизученный вид, распространённый на ограниченной территории. Эндемик бассейна Каспийского моря. Обитает в бассейнах рек Терек, Кумы, Сулак, Шура-озень), а также в верхнем течении Кубани. Населяет преимущественно предгорные и равнинные участки рек и ручьёв, встречается также в отводных каналах. Данных о современной численности нет. В пределах населяемых ею биотопов является обычным видом. | 3                                      | Вид вне опасности                                | [ 42 ] |
| Отряд Сомообразные (Siluriformes)         |                                                                                   | |                                        |                                                  |        |
| Семейство Сомовые (Siluridae)             |                                                                                   | |                                        |                                                  |        |
|                                           | Сом Солдатова Silurus soldatovi Nikolsky & Soin, 1948                             | Встречается в бассейне реки Амур (от Благовещенска до лимана), в реке Уссури и озере Ханка. Численность точно неизвестна. Отмечается чёткая тенденция к сокращению численности, обусловленная многолетним выловом из популяции неполовозрелых особей. | 2                                      | Вид не представлен в Международной Красной книге | [ 43 ] |
| Отряд Окунеобразные (Perciformes)         |                                                                                   | |                                        |                                                  |        |
| Семейство Окуневые (Percidae)             |                                                                                   | |                                        |                                                  |        |
|                                           | Берш Sander volgensis (Gmelin, 1789)                                              | Встречается в бассейне рек Волга, Урал, Дон, Терек, Сулак и Самур, иногда в опресненных предустьевых зонах Каспийского моря. Населяет крупные реки, отдельные озера и водохранилища. Данные о численности отсутствуют. В настоящее время редок. Лимитирующие факторы: интенсивный вылов и загрязнение водоёмов. | 3                                      | Вид вне опасности                                | [ 44 ] |
|                                           | Окунь-ауха Siniperca chuatsi (Basilewsky, 1855)                                   | В России населяет среднее и нижнее течение Амура, Уссури и озеро Ханка. Ниже Комсомольска-на-Амуре не встречается. Крупный пелагический хищник. В Амуре всегда был малочисленным видом. Основная причина низкой природной численности — массовая гибель личинок при переходе к активному питанию и молоди во время первой зимовки. Лимитирующие факторы: интенсивный вылов и загрязнение водоёмов. | 2                                      | Вид с неопределённым статусом                    | [ 45 ] |
| Отряд Скорпенообразные (Scorpaeniformes)  |                                                                                   | |                                        |                                                  |        |
| Семейство Рогатковые (Cottidae)           |                                                                                   | |                                        |                                                  |        |
|                                           | Обыкновенный подкаменщик Cottus gobio Linnaeus, 1758                              | Вся европейская часть России, за исключением рек Кольского полуострова. Недавно вид обнаружен в Западной Сибири в бассейне рек Иртыш и Катунь. Населяет быстротекущие ручьи и реки с чистой водой и галечниково-песчаным грунтом. Численность повсеместно невысокая и сокращается в связи с прогрессирующим загрязнением речных бассейнов. Лимитирующие факторы: интенсивный вылов и загрязнение водоёмов. | 2                                      | Вид вне опасности                                | [ 46 ] |
| Отряд Трескообразные (Gadiformes)         |                                                                                   | |                                        |                                                  |        |
| Семейство Тресковые (Gadidae)             |                                                                                   | |                                        |                                                  |        |
|                                           | Кильдинская треска Gadus morhua kildinensis Derjugin, 1920                        | Редкий подвид атлантической трески. Кильдинская треска — эндемик небольшого (площадь около 10 га) уникального для России по своему строению озера Могильное, меромиктического водоёма, расположенного в северной части Кольского полуострова у юго-восточного побережья острова Кильдин. За последние 100 лет численность трески в озере претерпевала значительные колебания. Лимитирующие факторы: ограниченный объём зоны обитания с подходящей для трески солёностью воды, повышения содержания сероводорода в озере, вылов трески местным населением, загрязнение озёра. | 1                                      | Уязвимый вид                                     | [ 47 ] |
| Класс Миноги (Petromyzontida)             |                                                                                   | |                                        |                                                  |        |
| Отряд Миногообразные (Petromyzontiformes) |                                                                                   | |                                        |                                                  |        |
| Семейство Миноговые (Petromyzontidae)     |                                                                                   | |                                        |                                                  |        |
| Фотография каспийской миноги              | Каспийская минога Petromyzon wagneri (Kessler, 1870)                              | Эндемик Каспийского бассейна. Проходной вид. Для нереста вид входит в Волгу, Урал, Терек и другие реки. По Волге ранее поднималась очень высоко, заходила в Каму, Вятку, Суру, Оку, единичные экземпляры попадались в Москве-реке. После строительства Волгоградского гидроузла вид перестал встречаться выше плотины. В прошлом был промысловым видом. В настоящее время каспийская минога стала редким видом. Лимитирующие факторы: зарегулирование стока рек, загрязнение речных вод промышленными, сельскохозяйственными и бытовыми стоками. | 2                                      | Вид, близкий к уязвимому положению               | [ 48 ] |
|                                           | Морская минога Petromyzon marinus Linnaeus, 1758                                  | Единичные экземпляры на территории России встречаются в реках, впадающих в Финский залив (Нарва, Нева, Луга), в реках Балтийского побережья на территории Калининградской области. Численность неизвестна. Вид всегда был очень редким. В последние десятилетия морская минога оказалась на грани исчезновения (в России, возможно, уже исчезла) в результате гидростроительства, сильного загрязнения рек, резкого снижения численности рыб-хозяев. | 1                                      | Вид вне опасности                                | [ 49 ] |
|                                           | Украинская минога Eudontomyzon mariae (Berg, 1931)                                | Распространён в бассейнах рек Днепр, Дон, Кубань, а также небольших речках Краснодарского края, впадающих в Чёрное море. Населяет преимущественно горные и полугорные участки рек с гравийно-песчаным дном и сильным течением. Численность неизвестна. Лимитирующие факторы: фрагментация и сокращение природных мест обитания, зарегулирование стока рек, загрязнение речных вод промышленными, сельскохозяйственными и бытовыми стоками. | 2                                      | Вид вне опасности                                | [ 50 ] |